# Крузов
Кру́зов (англ. Kruzof Island, также иногда остров Круза, Крузе или ошибочно Крузова) — остров в составе архипелага Александра, вблизи юго-восточного побережья штата Аляска, США. Открыт Юрием Лисянским в 1804 году и назван в честь русского адмирала Александра Круза.
Расположен к западу от острова Баранова, напротив города Ситка. Составляет примерно 37 км в длину и 13 км в ширину. Площадь острова — 433,7 км², что делает его 41-м крупнейшим островом США. На южной оконечности острова Крузова находится потухший вулкан Эджком, высота конуса которого составляет 976 м над уровнем моря (высшая точка острова).
Постоянное население отсутствует.